# Erpetogomphus eutainia
Erpetogomphus eutainia är en trollsländeart som beskrevs av Philip Powell Calvert 1905. Erpetogomphus eutainia ingår i släktet Erpetogomphus och familjen flodtrollsländor. Inga underarter finns listade i Catalogue of Life.